# Hermann Schulz (Politiker, 1874)

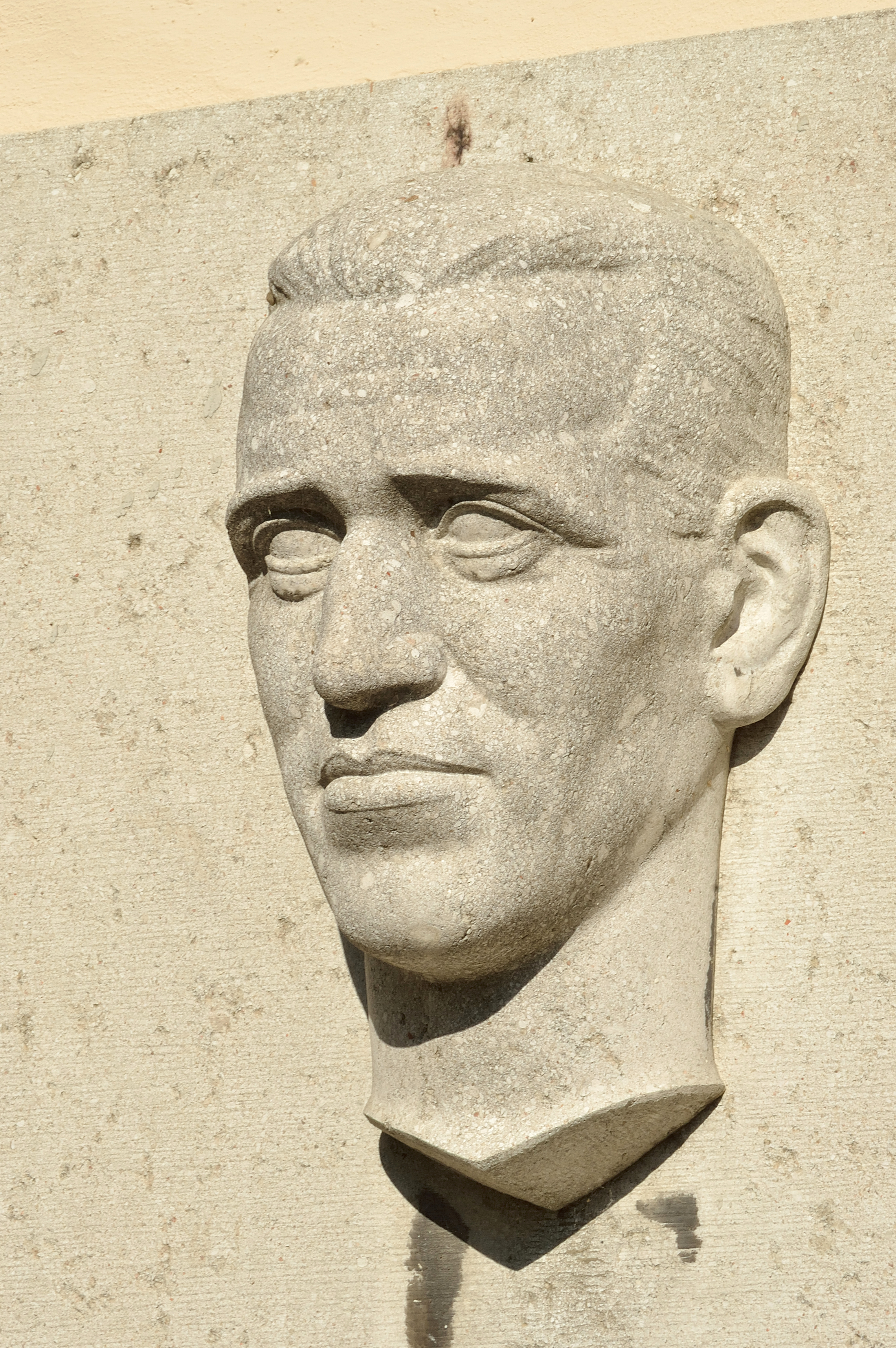
Porträtrelief am Urnengrab Schulz'

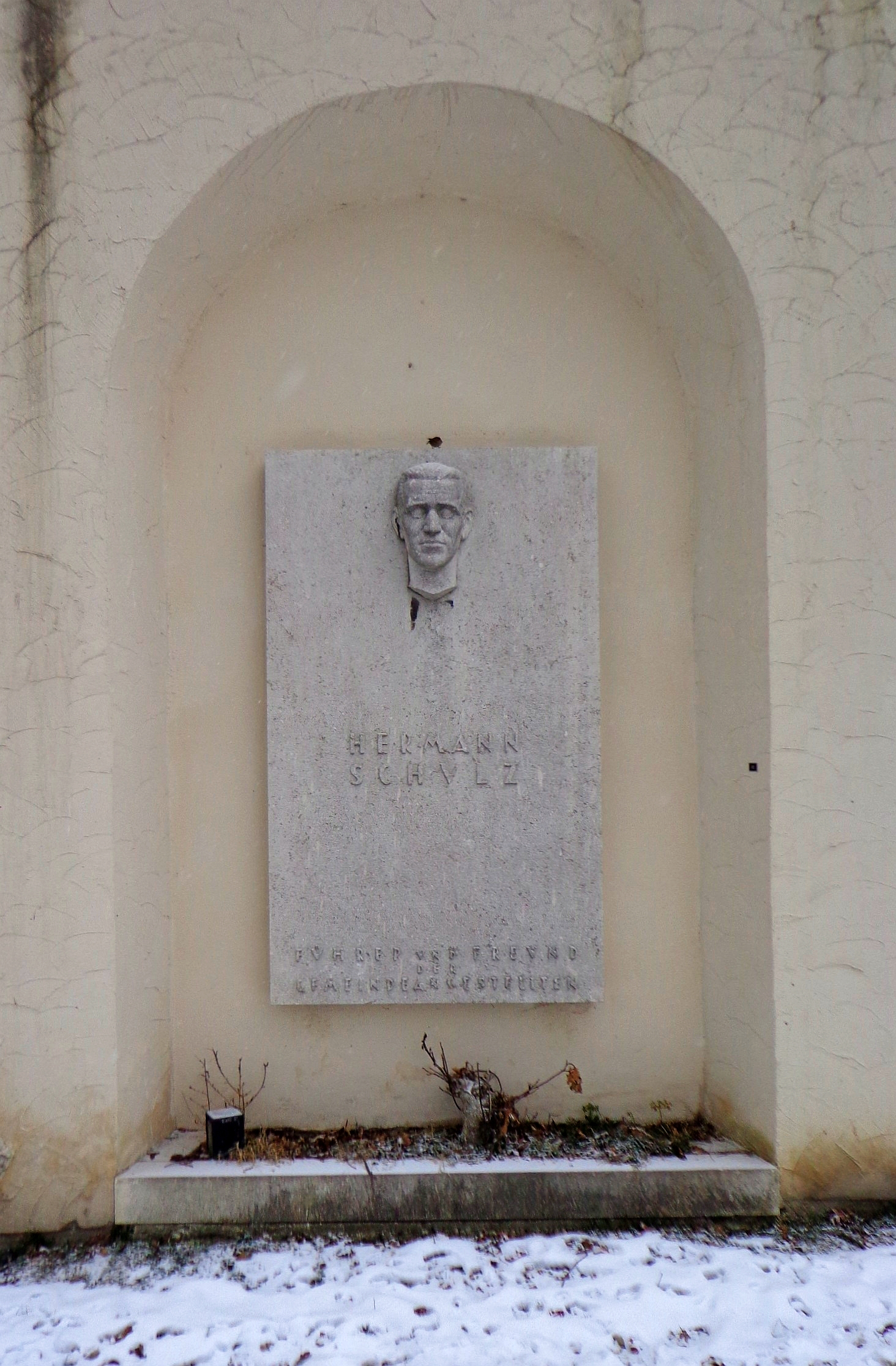
Feuerhalle Simmering, Urnengrab Schulz'

Hermann Schulz (* 27. März 1874 in Wien; † 18. Februar 1926 ebenda) war ein österreichischer Politiker der Sozialdemokratischen Arbeiterpartei (SDP).

## Ausbildung und Beruf
Nach dem Besuch der Volks- und Realschule wurde er Beamter des Rechnungsamtes der Stadt Wien, später Steueramtsoberkontrollor.
Er wurde am 25. März 1927 im Familiengrab im Urnenhain der Feuerhalle Simmering bestattet (Abteilung MR, Gruppe 92, Nummer 1G).

## Politische Funktionen
- Präsident des Reichsverbandes der Gemeindeangestellten
- Präsident des Verbandes der Angestellten der Stadt Wien
- Präsident des Verbandes der Beamten der Stadt Wien

## Politische Mandate
- 10. November 1920 bis zu seinem Tod am 18. Februar 1926: Mitglied des Nationalrates (I. und II. Gesetzgebungsperiode), SdP